# Leichtathletik-Europameisterschaften 1954/Weitsprung der Männer

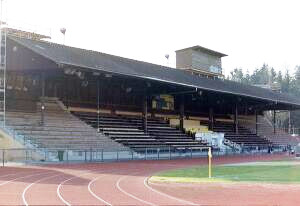
Tribüne des Stadions Neufeld in Bern

Der Weitsprung der Männer bei den Leichtathletik-Europameisterschaften 1954 wurde am 27. und 28. August 1954 im Stadion Neufeld in Bern ausgetragen.
Europameister wurde der Ungar Ödön Földessy. Er gewann vor dem Polen Zbigniew Iwański. Der für Frankreich startende Ernest Wanko wurde Dritter.

## Bestehende Rekorde
| Weltrekord           | 8,13 m | Jesse Owens     | Ann Arbor, USA       | 25. Mai 1935      |
| Europarekord         | 7,90 m | Luz Long        | Berlin, Deutschland  | 1. August 1937    |
| Meisterschaftsrekord | 7,65 m | Wilhelm Leichum | EM Paris, Frankreich | 3. September 1938 |

Der seit den zweiten Europameisterschaften 1938 bestehende EM-Rekord blieb auch in diesem Jahr unangetastet.

## Qualifikation

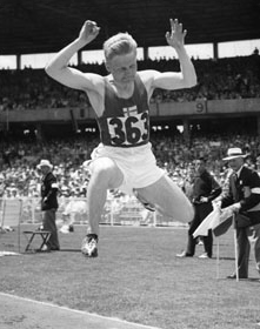
Jorma Valkama erzielte 7,04 m und schied damit in der Qualifikation aus

27. August 1954, 10.30 Uhr
Die 25 Teilnehmer traten zu einer gemeinsamen Qualifikationsrunde an. Zwölf Athleten (hellblau unterlegt) übertrafen die Qualifikationsweite für den direkten Finaleinzug von 7,10 m. Damit war die Mindestanzahl von Finalteilnehmern erreicht.
| Platz | Name                | Nation           | Weite (m) |
| ----- | ------------------- | ---------------- | --------- |
| 1     | Ödön Földessy       | Ungarn           | 7,39      |
| 2     | Václav Martinek     | Tschechoslowakei | 7,36      |
| 3     | Attilio Bravi       | Italien          | 7,30      |
| 4     | Heinz Oberbeck      | BR Deutschland   | 7,27      |
| 5     | Ernest Wanko        | Frankreich       | 7,25      |
| 6     | Vilhelm Porrassalmi | Finnland         | 7,21      |
| 7     | Jaroslav Fikejz     | Tschechoslowakei | 7,20      |
| 8     | Zbigniew Iwański    | Polen            | 7,18      |
| 9     | Janusz Ratajczak    | Polen            | 7,17      |
| 10    | Leonid Grigorjew    | Sowjetunion      | 7,15      |
| 11    | Günther Jobst       | BR Deutschland   | 7,11      |
| 12    | Roar Berthelsen     | Norwegen         | 7,11      |
| 13    | Wiktor Leskewitsch  | Sowjetunion      | 7,07      |
| 14    | Jorma Valkama       | Finnland         | 7,04      |
| 15    | Rade Radovanović    | Jugoslawien      | 7,02      |
| 16    | Ioan Sorin          | Rumänien         | 6,93      |
| 17    | Roy Cruttenden      | Großbritannien   | 6,89      |
| 18    | Manuel González     | Spanien          | 6,83      |
| 19    | Hanspeter Bichsel   | Schweiz          | 6,82      |
| 20    | Hans Muchitsch      | Österreich       | 6,73      |
| 21    | Fritz Pingl         | Österreich       | 6,71      |
| 22    | Jules Maser         | Schweiz          | 6,70      |
| 23    | Tony Mooy           | Niederlande      | 6,66      |
| 24    | Erich Ladwein       | Saarland         | 6,56      |
| NM    | Ion Wiesenmayer     | Rumänien         | ogV       |

## Finale
28. August 1954
| Platz | Name                | Nation           | Weite (m) |
| ----- | ------------------- | ---------------- | --------- |
| 1     | Ödön Földessy       | Ungarn           | 7,51      |
| 2     | Zbigniew Iwański    | Polen            | 7,46      |
| 3     | Ernest Wanko        | Frankreich       | 7,41      |
| 4     | Günther Jobst       | BR Deutschland   | 7,38      |
| 5     | Vilhelm Porrassalmi | Finnland         | 7,36      |
| 6     | Václav Martinek     | Tschechoslowakei | 7,32      |
| 7     | Attilio Bravi       | Italien          | 7,25      |
| 8     | Janusz Ratajczak    | Polen            | 7,23      |
| 9     | Heinz Oberbeck      | BR Deutschland   | 7,20      |
| 10    | Jaroslav Fikejz     | Tschechoslowakei | 7,18      |
| 11    | Roar Berthelsen     | Norwegen         | 7,16      |
| 12    | Leonid Grigorjew    | Sowjetunion      | 7,09      |

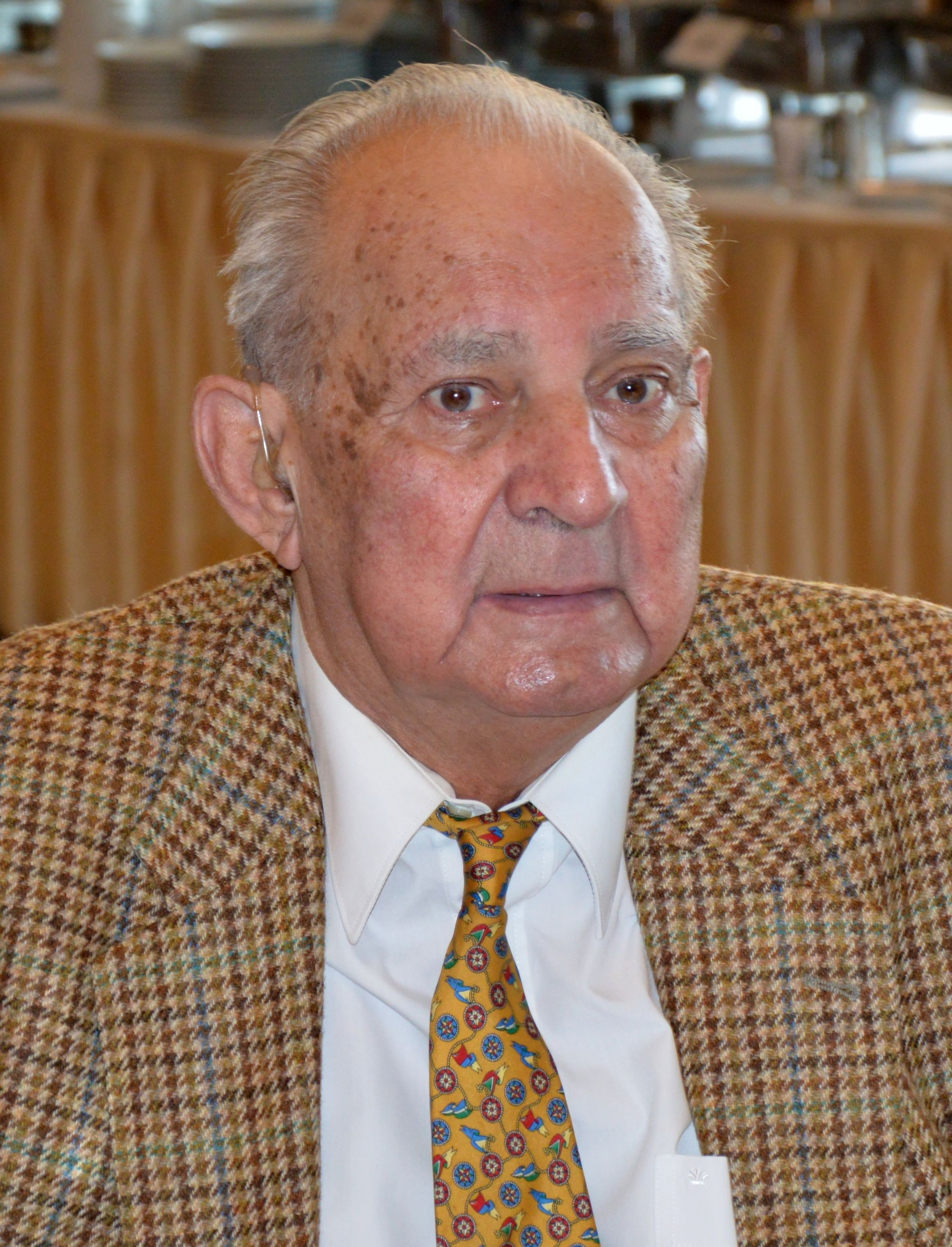
Europameister Ödön Földessy im Jahr 2013

Die Versuchsreihe des sechstplatzierten Tschechoslowaken Václav Martinek lautete wie folgt:
x – x – 6,93 – 7,32 – 7,30 – 7,16